# 396
El 396 (CCCXCVI) fou un any de traspàs començat en dimarts del calendari julià.

## Esdeveniments
- 1 d'octubre: Concili de Nimes contra el cisma “felicià” (o l'any 394).[1]
- Saqueig de Corint pels visigots. El rei Alaric I envaeix Grècia (Imperi d'Orient), saqueja Eleusis i destrueix el temple dedicat a Ceres.[2] Són repel·lits pel general Estilicó. Es retiren amb un abundant botí de guerra.[3]
- Primera divisió de les epístoles de Pau de Tars en capítols, base del treball d'Eutali.
- Conversió al cristianisme de Fritigil, reina dels Marcomans. Va signar un tractat de pau amb Honori, sota la influència d'Ambròs de Milà.[4]

## Morts
El filòsof i pintor Hilari de Bitinia i els seus servents són massacrats prop de Corint pels visigots.